# Universitat de Sàsser
La Universitat de Sàsser (en italià, Università degli Studi di Sassari) és una universitat pública situada a la ciutat de Sàsser (Sardenya, Itàlia). Va ser fundada el 1562 i obtingué la seva identitat jurídica el 1617. Avui compta amb 11 facultats, una de les quals, la d'Arquitectura, té la seu a l'Alguer.
L'any 2010 es va incorporar a la Xarxa Vives d'Universitats que agrupa institucions acadèmiques de territoris de parla catalana.

## Història
La fundació de la Universitat de Sàsser es deu a Alessio Fontana, membre de la Cancelleria Imperial de Carles V, que el 1558 deixà els seus béns a la municipalitat per a la creació d'un col·legi d'estudis. El 9 de febrer de 1617, Felip III li concedí l'estatus d'universitat reial.
El 1765 s'aprovà un reglament intern on es reconeixien quatre facultats: Filosofia i Arts, Teologia, Dret i Medicina. El 1934 s'establiren les facultats de Farmàcia i Veterinària, i el 1950 la nova facultat d'Agrària. La universitat de Sàsser va continuar creixent fins a arribar a 11 facultats el 2002.

## Organització
La universitat està organitzada en 11 facultats:
- Facultat d'Agrària
- Facultat d'Arquitectura
- Facultat de Ciències Matemàtiques, Físiques i Naturals
- Facultat de Ciències Polítiques
- Facultat de Dret
- Facultat d'Econòmiques
- Facultat de Farmàcia
- Facultat de Filosofia i Lletres
- Facultat de Llengua i Literatura Estrangera
- Facultat de Medicina
- Facultat de Veterinària

## Professors il·lustres
- Vittorio Angius, retòrica
- Daniel Bovet, farmacologia
- David Chipperfield, arquitectura
- Francesco Cossiga, dret constitucional
- Antonio Pigliaru, filosofia del dret
- Luigi Rolando, medicina
- Antonio Segni, dret mercantil
- Mario Segni, dret civil
- Luigi Snozzi, arquitectura
- Alan Fletcher, arquitectura